# Filoserapis
Filoserapis war ein römischer Mosaizist, der im 2. Jahrhundert in der Tripolitania (Libyen) tätig war.
Er ist einzig bekannt durch seine Signatur (FILOSERAPIS COMP[osuit]) auf einem Mosaik mit einer Szene aus dem Amphitheater aus der römischen Villa von Silin (Bi'r Silin), östlich von Leptis Magna.